# Maître Autel de la Cathédrale Notre-Dame de Fribourg
 (juillet 2023).
Si vous disposez d'ouvrages ou d'articles de référence ou si vous connaissez des sites web de qualité traitant du thème abordé ici, merci de compléter l'article en donnant les références utiles à sa vérifiabilité et en les liant à la section « Notes et références ».

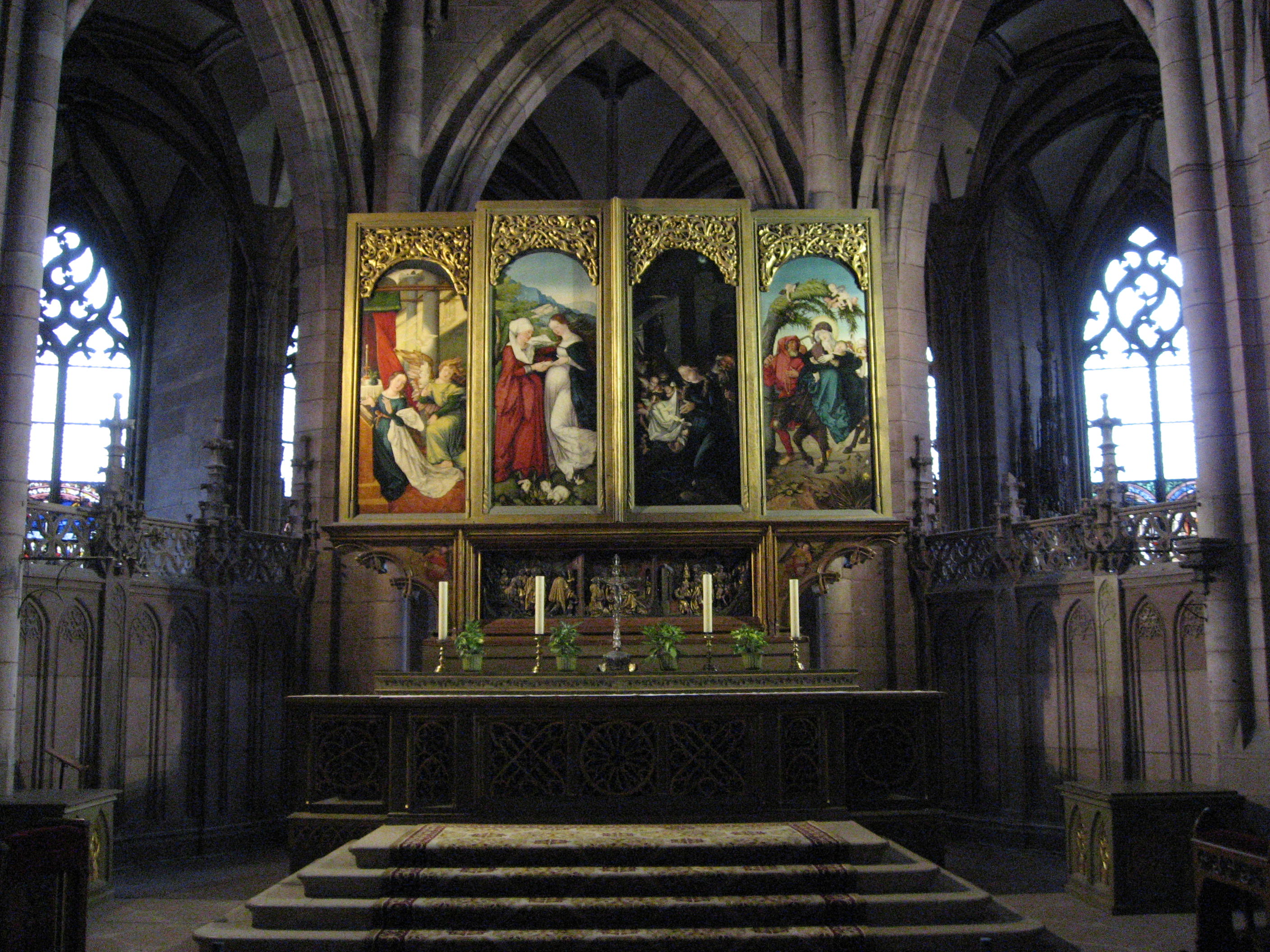
Retable fermé pendant la période de Noël

Le maître Autel de la Cathédrale Notre-Dame de Fribourg est un retable peint par Hans Baldung Grien entre 1512 et 1516 pour la Cathédrale Notre-Dame de Fribourg-en-Brisgau, en Allemagne.

## Signature
Hans Baldung a signé son retable à deux endroits différents. Dans la scène la crucifixion, un garçon habillé en vert avec une coiffure à la Jeanne d'Arc se faufile entre deux des tortionnaires ; il observe la scène avec la bouche ouverte et tient une petite tablette de bois avec la signature du peintre : HBg.
Une inscription détaillée apparaît dans le coin droit de la prédelle. À la manière d'un trompe-l'œil devant un ciel lourd de nuages, un petit panneau de bois encadré est dressé qui semble éclipsé par un nuage sombre; il porte l'inscription : « JOANNES BALDVNG – COG GRIEN GAMVNDIANVS – DEO ET VIRTVTE AVSPICIBVS – FACIEBAT ». Hans Baldung adopte ici la manière de signer de Dürer dans son Adam et Ève de 1507.
Enfin, le peintre est lui-même présent même dans le tableau. Il apparaît comme un jeune homme imberbe avec un bonnet rouge, derrière la croix du voleur. Il est la seule personne de la scène qui dirige son regard vers le spectateur.

## Toile de la Passion

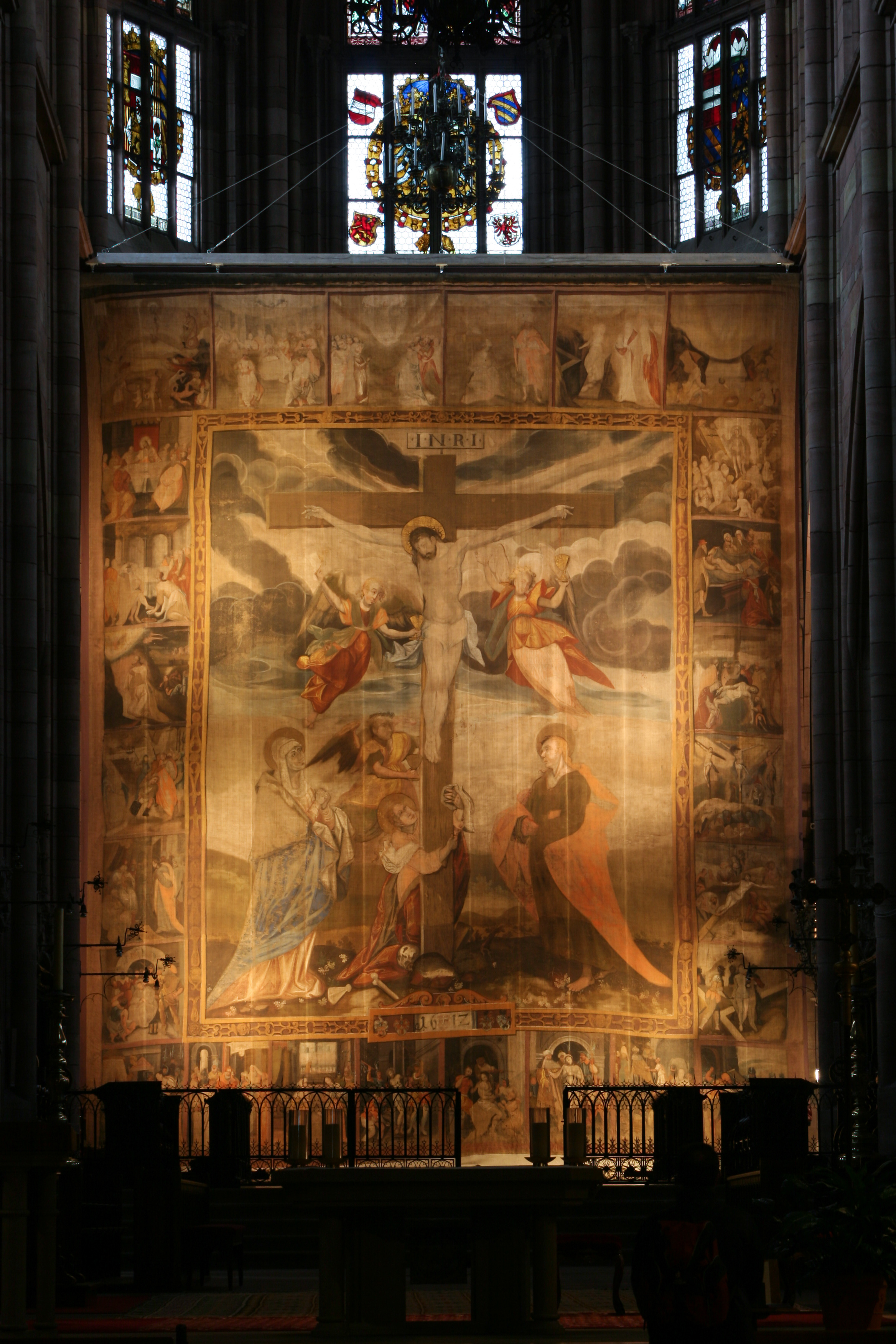
Toile de la Passion de la Cathédrale Notre-Dame de Fribourg

Pendant le carême l'autel est recouvert par une toile de la Passion de dix mètres sur douze. cette toile, qui date de 1612, est considérée comme la plus grande de cette sorte. Peinte à l'huile, elle est attachée dans le chœur avec des cordes et recouvre presque tout le chœur de la cathédrale. Elle pèse plus d'une tonne. Depuis sa restauration en 2003, elle est déployée chaque année au début du carême du Mercredi des Cendres jusqu'au Jeudi saint.
Le thème est la Passion du Christ. L'image centrale de la Crucifixion est bordée de 25 scènes qui retracent la Passion.